# Bljuvalci
Bljuvalci (tudi bruhavci) so plini, ki povzročajo močno slabost in predvsem silovito ter nekontrolirano bruhanje. Ti bojni strupi pa imajo tudi drugačne učinke, ki variirajo od spreminjanja srčnega utripa (zmanjšanje srčnega utripa pri izpostavljeni osebi povzroči močno utrujenost), onesposobitve vida in sluha, lokalne ali obče paralize, zastrupitve organizma, spremembe telesne temperature,...

## Predstavniki
- adamsit (DM), katerega srednja smrtna doza LCt50 znaša 15.000 mg min/m; pri taki dozi umre polovica izpostavljenih ljudi).
- difenilklorarzin (C6H5), uporabljen med prvo svetovno vojno[1]
- difenilcianoarzin  (tudi CLARK 2), uporabljen med prvo svetovno vojno.